# Brytiago
Bryan Cancel Santiago (Carolina, Puerto Rico, 15 de julio de 1992), más conocido por su nombre artístico brytiago, es un cantante y compositor puertorriqueño. En 2014 lanzó su primera canción «Tú estas con él» y en 2016 firmó con la discográfica El Cartel Records. Ha lanzado varios sencillos como «Bebé», «High», «Lonely», «Punto G», y realizado colaboraciones con otros artistas como «Bipolar» de Ozuna.kilekilerito con Anuel

## Carrera musical

### Comienzos (2014-2015)
Ha comentado que desde pequeño componía sus propias canciones. A pesar de que ha lanzado canciones de reguetón como «Bebé» y «Luna» que han logrado un notable éxito, ha manifestado que su principal interés es el trap. 
En 2014 lanzó su primera canción titulada «Tu estas con el», el cual contó con un remix con el cantante Anonimus. Posteriormente en 2015, lanzó otras canciones como «Matame», «En su nota» junto a Baby Rasta, Anonimus, Bryant Myers y Noriel, por último también lanzó «Tu me enamoraste» junto a Bryant Myers y Lary Over, esta última recibió bastante reconocimiento por parte del público, que incluso se le realizó una remezcla junto a los artistas Anuel AA y Almighty. Ese mismo año conoció a Daddy Yankee gracias a un amigo suyo, y este le ofreció un contrato discográfico con su disquera El Cartel Records.

### Consolidacion musical (2016-2019)
En 2016 participó en la canción Alerta Roja de Daddy Yankee, donde también participaban otros 16 artistas más influyentes del género, tanto de Puerto Rico como de otros países latinoamericanos. Gracias a su participación en esta canción, Brytiago se hizo más conocido. En noviembre de 2016 la revista Billboard lo escogió como uno de los tres artistas más influyentes del género urbano. Ese mismo año lanzó temas como «Bebé» y «Punto G» junto a Darell que tuvieron bastante éxito. Posteriormente al año siguiente se lanzarian las remezclas de ambos sencillos. En 2017, lanzó el sencillo «Luna» que tuvo bastante reconocimiento y ayudó en la consolicacion de la carrera del artista. El mismo contó con una remezcla junto a los artistas Justin Quiles y Cosculluela. También el mismo año lanzó junto a Jon Z la canción High, siendo esta una remezcla de la exitosa canción iSpy del rapero norteamericano KYLE, contando hasta la fecha con más de 100 millones de reproducciones en YouTube. 
En noviembre de 2018 anunció que estaba trabajando en su álbum debut titulado Orgánico, y que espera publicarlo durante el 2020. Los dos primeros sencillos del álbum «Controla» con Anuel AA y «Aprendí a amar» fueron lanzados en febrero y marzo de 2019 respectivamente. El 14 de noviembre de 2019 lanza la colaboración de «Toxico» junto a Myke Towers, sobrepasando los 30 millones de views en Youtube.

### Orgánico (2020)
El 16 de enero lanza el primer sencillo del año 2020 y otro parte su álbum Orgánico, titulado «Te falle», el cual contaba con más de 32 millones de views en YouTube hasta septiembre de 2020. El 17 de julio de ese mismo, se liberó el álbum con 16 sencillos, en los cuales se incluyeron colaboraciones con Ozuna, Farruko, Arcángel, entre otros. 

## Discografía
Álbumes de estudio
- 2020: Orgánico
- 2023: Trap Vibes
- 2024: Afro Vibes

## Premios y nominaciones
| Año  | Premio                   | Galardón                                             | Nominación                                                     | Resultado | Ref.   |
| ---- | ------------------------ | ---------------------------------------------------- | -------------------------------------------------------------- | --------- | ------ |
| 2019 | Premios Tu Música Urbano | Urban Artist – Puerto Rico / Artista Urbano Nacional | El mismo                                                       | Ganador   | [ 11 ] |
| 2019 | Premios Tu Música Urbano | Canción del año - Puerto Rico                        | «Asesina» (con Darell)                                         | Ganador   | [ 11 ] |
| 2019 | Premios Tu Música Urbano | Remix del año                                        | «Asesina (Remix)» (con Daddy Yankee, Anuel AA, Ozuna y Darell) | Nominado  | [ 11 ] |
| 2019 | Premios Tu Música Urbano | Remix del año                                        | «A solas (Remix)» (con Lunay, Lyanno, Annuel AA y Alex Rose)   | Nominado  | [ 11 ] |
| 2019 | Premios Tu Música Urbano | Video del año                                        | «Asesina (Remix)» (con Daddy Yankee, Anuel AA, Ozuna y Darell) | Nominado  | [ 11 ] |
| 2019 | Premios Tu Música Urbano | Canción del año                                      | «Asesina» (con Darell)                                         | Nominado  | [ 11 ] |